# Redcliff (Alberta)
Redcliff ist eine Kleinstadt in Alberta, Kanada, nördlich von Medicine Hat. Sie ist bekannt als die sonnigste Stadt in Alberta. Die lokale Wirtschaft besteht hauptsächlich aus Öl- und Erdgasindustrie sowie dem Anbau von Gemüse und Blumen in Gewächshäusern. In der Vergangenheit war Redcliff für seine Ziegel- und Glasproduktion bekannt, diese Fabriken sind jetzt aber nach Medicine Hat abgewandert oder ganz verschwunden.